# Ugo Humbert
Ugo Humbert (Metz, 26 de junho de 1996) é um tenista profissional francês.
Humbert alcançou sua posição mais alta do ranking de simples da ATP em abril de 2024, quando chegou à 13ª colocação. Nesse mesmo ano, terminou a temporada como o jogador francês mais bem qualificado. Em sua carreira, conquistou 7 títulos de nível ATP, incluindo dois de nível ATP 500, o primeiro em Halle em 2021 e o segundo em sua cidade natal, Metz, em 2023.